# Blaine Sexton

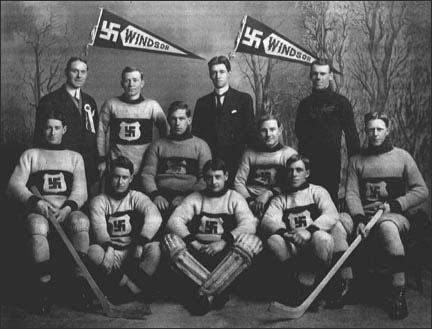
Blaine Sexton (ganz rechts, sitzend) im Trikot der Windsor Swastikas (1912)

Blaine Nathaniel Sexton (* 3. Mai 1892 in Windsor, Nova Scotia, Kanada; † 29. April 1966 in London, Vereinigtes Königreich) war ein britischer Eishockeyspieler.

## Karriere
Blaine Sexton nahm für die britische Nationalmannschaft an den Olympischen Winterspielen 1924 in Chamonix und 1928 in St. Moritz teil. Mit seinem Team gewann er bei den Winterspielen 1924 die Bronzemedaille. Zudem vertrat er Großbritannien bei der Europameisterschaft 1926 sowie der Weltmeisterschaft 1930. 
Im Jahr 1950 wurde Sexton in die British Ice Hockey Hall of Fame aufgenommen.

## Erfolge und Auszeichnungen
- 1924 Bronzemedaille bei den Olympischen Winterspielen
- 1950 Aufnahme in die British Ice Hockey Hall of Fame